# Heteropoda afghana
Heteropoda afghana là một loài nhện trong họ Sparassidae.
Loài này thuộc chi Heteropoda. Heteropoda afghana được Carl Friedrich Roewer miêu tả năm 1962.